# Írország történelme

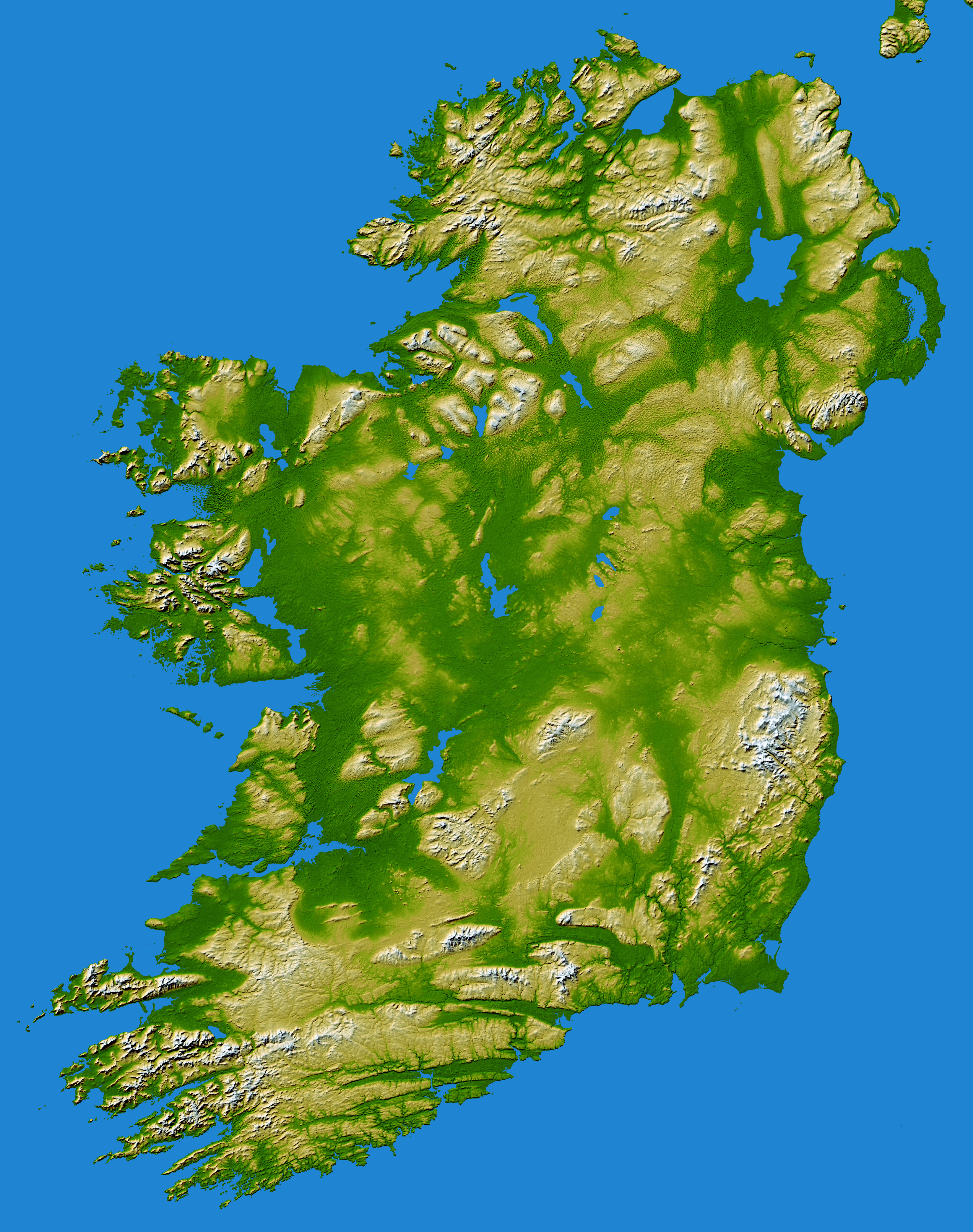
Az Ír-sziget domborzati térképe

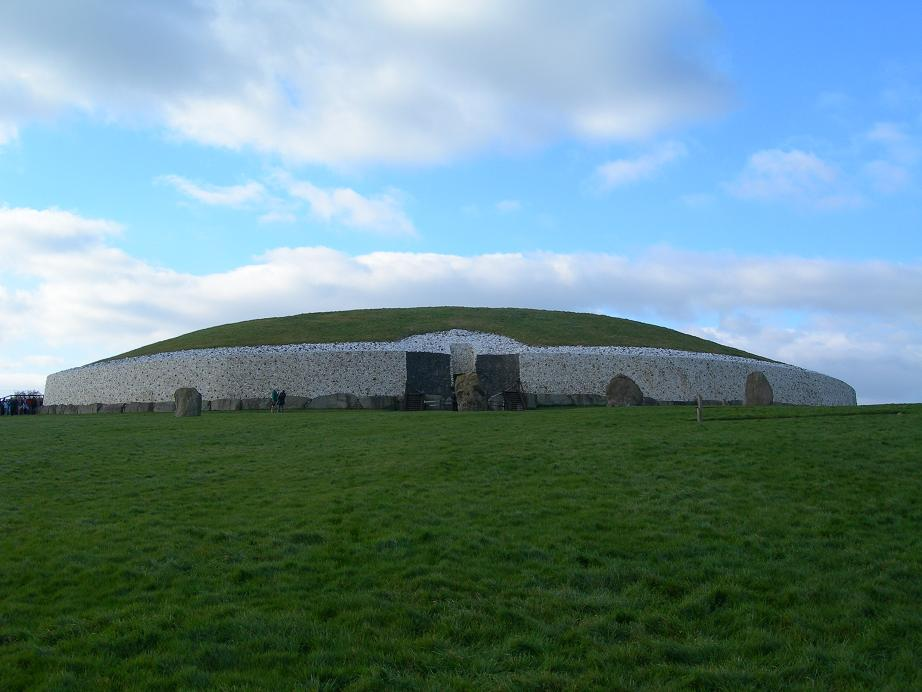
A newgrange-i átjárós halomsír i. e. 3200 körül készült

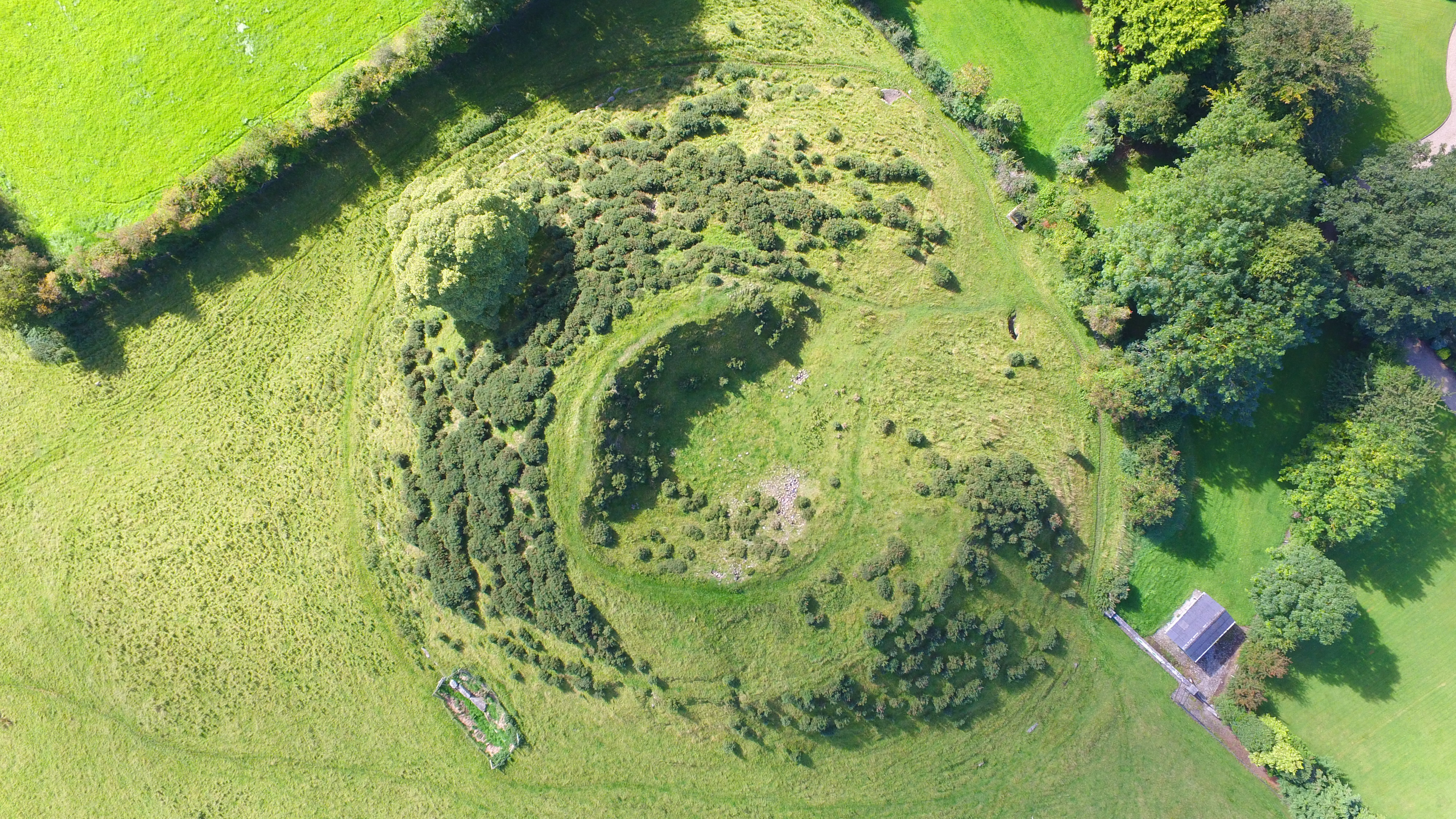
Megalitikus kultúra halomsírja, Dowth

Írország történelme alatt az ír nép, illetve az évezredek során a szigeten élt népek közös történelmét értjük. A terület első lakosai a jégkorszak végén vándoroltak a szigetre a Brit-szigetekről. A vaskorban a kelták érkeztek a szigetre akik számtalan törzsi királyságot hoztak létre, őket tekintjük az írek őseinek. Később keresztény királyságok jöttek létre a szigeten, amelyeket végül csak 1541-ben sikerült teljesen angol befolyás alá hajtani, amely azonban az írek folyamatos elégedetlenségét váltotta ki a brit hódítókkal szemben. A késő középkori, majd az újkori Írország történelme az angolokkal folytatott folyamatos háborúk, felkelések, lázadások időszaka. Az ország önállóságát végül az 1921-es angol–ír egyezmény (Articles of Agreement for a Treaty Between Great Britain and Ireland) garantálta részlegesen, majd 1949-ben Észak-Írország kivételével teljes mértékben független államnak nyilvánították.

## Őskor

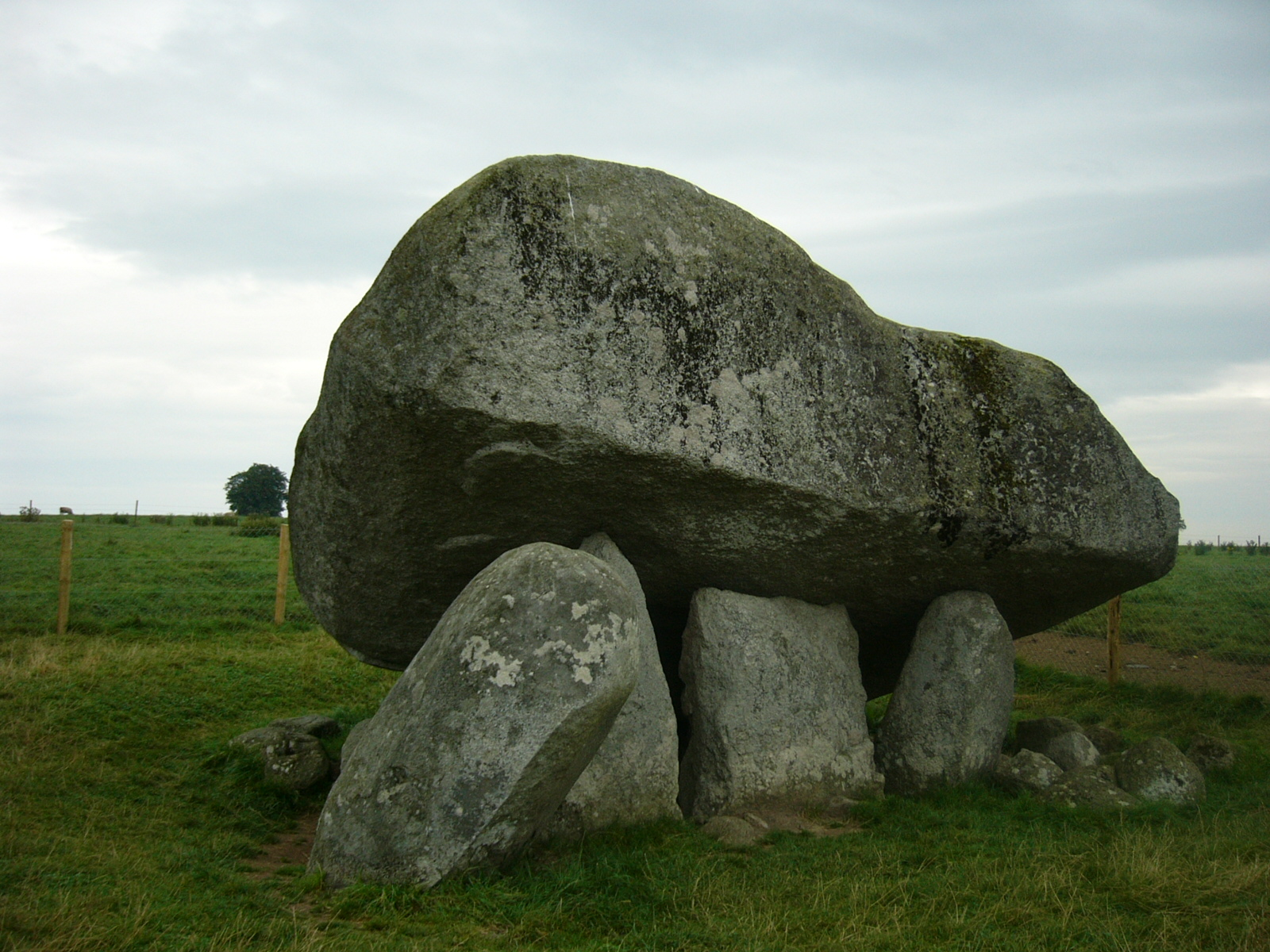
A Brownshill dolmen, amely világhírű a hatalmas fedőkövéről

Az Ír-sziget első lakói a középső kőkorban, az i. e. 6. évezredben érkezhettek, amikor a sarki jégsapkák kezdtek visszahúzódni. Az i. e. 4. évezred elején a Brit-szigetről megismerték a földművelést, ezzel magas neolitikus kultúra alapjait vetették meg. Ebből az időszakból származnak a hatalmas kőtömbök (dolmenek és kőkörök) melyeket rituális és asztrológiai célokra állítottak különböző helyeken.

## Ókor
Írország ókori történelméről az ír mitológia, néhány római történetíró utalásai és a régészeti leletek alapján vannak ismereteink.
Az i. e. 3. évezred közepe táján kezdődött a bronzkor. Ebből az időből míves arany és bronz díszek, fegyverek maradtak ránk. Bizonyítékaink szerint a szigeten élők ebben az időben már élénk kereskedelmet folytattak a kontinenssel.

### A kelták
A vaskor kezdetével érkeztek a szigetre a kelták, de még inkább a vaskor érkezett velük a szigetre. Több hullámban hódították meg a szigetet az i. e. 3. és 1. század között, a legnagyobb hullám az ír nyelv és nép névadója, a gael-eké volt. (A kelták hódításairól a mitikus Hódítások könyve tudósít.) Több mint 100 kisebb törzsi királyság (tuath) jött létre az Ír-szigeten.
Egyes királyok más királyok fölött is uralkodtak, mások csak korlátozott hatalommal rendelkeztek. Ebben a rendszerben elkülönült az arisztokrácia, a klérus és a parasztság. A harcokban csak az arisztokraták vettek részt. A klérus a druidákból állt, ők foglalkoztak a közösségek vallási, szellemi életével, egészségével, ők adták tovább a kiválasztottaknak a mágikus, asztrológiai és történelmi tudást, ugyanakkor költők, zenészek is voltak. (Bár a fílik is költők és zenészek voltak, nekik egészen más státuszuk volt a kelta társadalmakban, mint a druidáknak: ők mai kifejezéssel a hatalmi propagandáért feleltek.)
A kelta társadalmakban a Brehon-törvények uralkodtak, melyek az áldozat társadalmi státuszától függően büntették a törvénytelenséget. Halálbüntetés nem volt.

### Róma
I. sz. 43-ban Rómáé lett Britannia. Skócia és Írország független maradt. Britannia és Írország között továbbra is fennmaradt a kereskedelmi kapcsolat, ám a Római Birodalom bukása után, a 400-as években az írek elfoglalták Skóciát, Walest és Cornwallt. Később a britonok mindenhonnan kiűzték őket, kivéve Skóciát, ahol a Dal Riata klán tovább élt. A Skóciában élő keltákból alakult később a skót királyság.

### A kereszténység

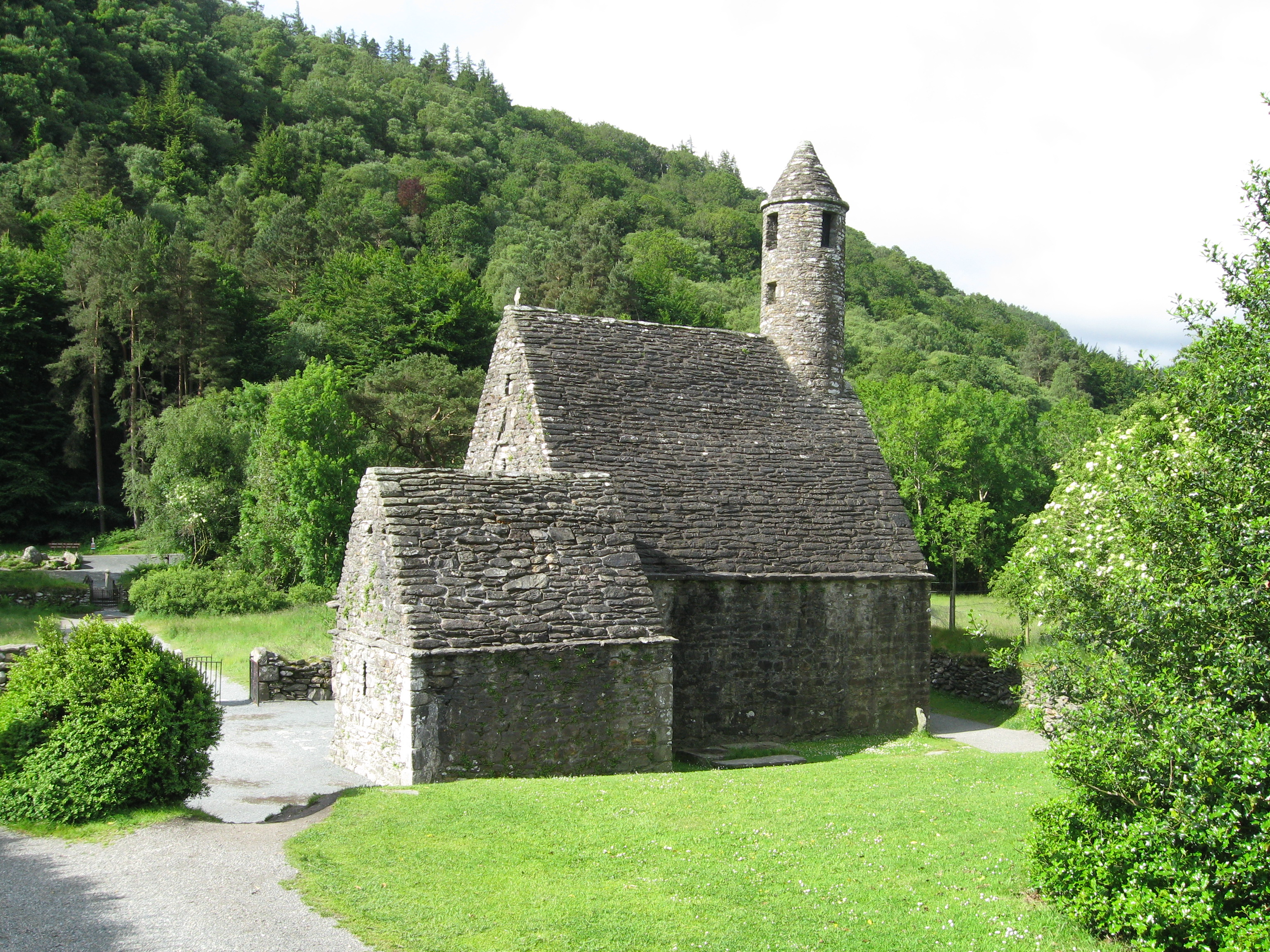
Szent Kevin temploma a 6. században épült Glendalough-ban

Írországban a kereszténység a 400-as években kezdett elterjedni. Az első keresztény misszionárius talán egy Palladius nevű szerzetes volt, aki 431-ben érkezett a szigetre. Egy évvel később megérkezett Szent Patrik is, Írország későbbi védőszentje. Ő volt a legsikeresebb terjesztője a keresztény hitnek, alakjához számtalan legenda fűződik.
Állítólag Szent Patrik vezette be a latin ábécét, amely igen fontos lépés volt, hiszen ezzel írott formában rögzíthették az igen gazdag ír, szájhagyomány útján terjedő kultúrát. Patrik és társai több száz templomot és kolostort alapítottak. A kolostorok lassan kulturális központokká váltak, és olyan hatalomra tettek szert, akár a kiskirályságok.

## Középkor

### Kora középkor
A kelta uralom egy egységes szigetállam helyett több kisebb királyság képében valósult meg. Ezeknek az államoknak a fontossága a vezetők személyével együtt változott.

### A vikingek
A 9. századtól a vikingek folyamatosan támadták Britanniát, Írországot és Franciaország északi részét hadizsákmány gyűjtés céljából. 840-ben egy egész évet maradtak Írországban. Néhány táborhelyen erődöt építettek, amelyek köré később városok épültek. Ilyen volt Dubhlinn (Dublin), Vadrefjord (Waterford) és Cork. 851 után az íreknek sikerült elűzniük őket, ám 914-ben újra támadtak, visszahódítva Dublint és Waterfordot. A legerősebb ír király, Niall Glúndub – aki egyben a legerősebb klánhoz, az Uí Néill-hez (később O'Neill) tartozott – megpróbálta kiűzni őket, ám 919-ben egy csatában életét vesztette. A vikingek még két várost alapítottak: Veisfjordot (Wexford) és Limericket. 950 után a támadások abbamaradtak, és a vikingek letelepedtek a keleti partoknál. Innen irányították a sziget egy részét, és idővel elíresedtek. Hatalmukat Brian Boru főkirály törte meg, aki egyesítette az ír királyságokat. A clontarfi csata után, ahol maga Brian Boru is életét vesztette, kezdődött a hosszas viszálykodás az ír királyok között.

### A középkori ír királyságok

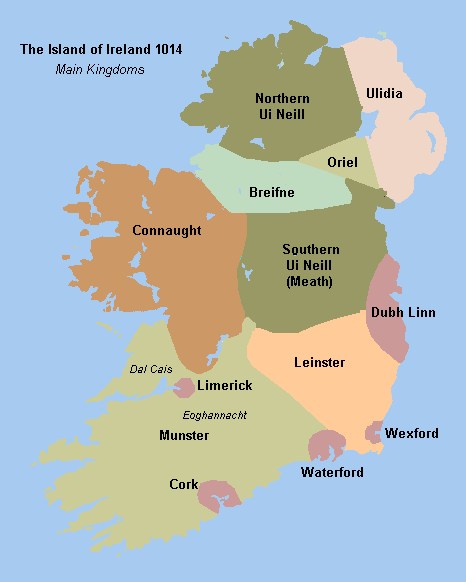
Az Ír-sziget 1014-ben, ahogy a sok kis királyság elfoglalja a területét. Északkeletről az óramutató járásának irányában: Ulidia, Oriel, Dél-Ui Neill (Meath), Leinster, Munster, Connaught, Breifne, és Northern Ui Neill. Dubh Linn (Dublin), Wexford, Waterford, Cork és Limerick városállamok szintén fel vannak tüntetve a térképen

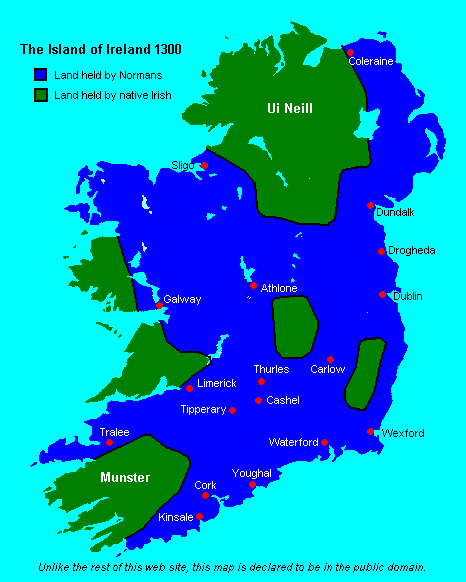
Az Ír-sziget 1300-ban

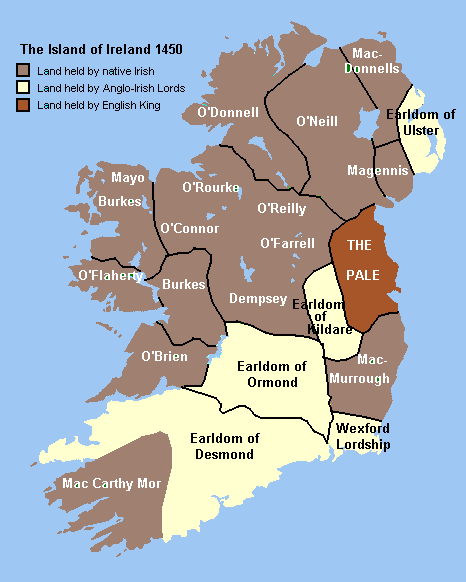
Az Ír-sziget 1450-ben

#### Politikai felépítés
A kis királyságok uralkodói a 8. századtól lényegében a nagykirály szerviensei voltak, bár ez a cím egészen a 11. századig, Brian Boru királyságának idejéig nem olyan királyság volt, mint amilyen a kontinensen elterjedt. Ez a cím néhány család között folyamatosan vándorolt, s minden egyes címért mindig minden családnak meg kellett küzdenie. Az 1169-es angol-normann megszállás előestéjén azt látjuk, hogy a királyságok határai kialakultak, s minden királynak megvolt a saját területe, amely felett uralkodhatott.

#### Klánstruktúra és öröklés
Itt az öröklésnek olyan módjával találkozunk, ahol az éppen uralkodó király életében szabadon nevezi meg örökösét. Gyakran azt gondolják, hogy ezek a kijelölések rokonsági alapon történnek, de ahogy Kenneth Nicholls ezt leírja, sokkal inkább hasonlítanak egy modern vállalat vezetői rétegének felépítésére. A klánok könnyen és gyorsan tudták változtatni felépítésüket és működési alakjukat. Ahogy a helyzet megkívánta, egyszer egyszemélyes, másszor kollektíva általi vezetést választottak, az adott körülményektől függően. Mint a mai cégeknél, a klánoknál is az emberek súlya emelkedett, s később hanyatlott. Az egykori nagy klánok elveszíthetik befolyásukat, majd később hozzájuk hasonló kisebbekkel egyesülhetnek.

#### Vallási élet
A kereszténység elterjedése óta a szigetlakók elutasították a pápa fennhatóságát. Nagyon erősen szétvált ezen a területen a vallási és a polgári élet. Ahogy ezt Nicholls leírja, a vallási tanításoknak csekély hatása volt az olyan világi dolgokra, mint a házasság és a válás.

### A normann invázió
A hatalomért folyó harc Írországban odáig fajult, hogy az egyik király, Diarmait Mac Murchadha, a normannokhoz fordult: Pembroke earljének, Richard de Clare-nek (akit Strongbow, azaz Erős Íj néven ismernek) segítségét kérte a hatalom megszerzéséhez. A normann lovag 1169-ben seregével legyőzte Leinstert és Dublint, így Diarmait Mac Murchadha átvehette a hatalmat a területek fölött. Halála után Strongbow lett az új király. Ám II. Henrik angol király tartott attól, hogy egy megerősödött normann kolónia a riválisa lehet.
IV. Adorján pápa, az egyetlen angol származású pápa 1155-ben első rendeletei között kiadott egy pápai bullát, mellyel engedélyt adott Henriknek, hogy elfoglalja Írországot, területeket ajánlva neki, ha megállítja az ír egyházban elhatalmasodott korrupciót – valójában nem mellékesen az volt a pápai adminisztráció célja, hogy a híresen független kelta egyházat a buzgó ortodox normannok Rómának kezesebb hívévé tegyék. Ez a bulla a későbbi angol királyokra kiterjedően is angol hűbérbirtokká nyilvánította a területet.
Henrik 1171-ben támadta meg Írországot, így ő lett az első angol király, aki ír földre lépett. Miután megszerezte a hatalmat, Írországot a kisebb fiának, Jánosnak adományozta, és kinevezte őt Írország urának (Lord of Ireland). II. Henrik halála után ugyan az idősebb fia, I. (Oroszlánszívű) Richárd követte őt az angol trónon, de Richárd gyermektelenül halt meg, így őt az öccse, János váltotta a királyi székben, aki alatt Írország perszonálunióban állt Angliával.

### A kelta visszafoglalás
1261-re az angol származású írek akkor erősödtek meg, amikor Fineen Mac Carthy legyőzte a normann seregeket a callanni csatában. Ekkor megölték John Fitz Thomast, Desmond urát, fiát, Maurice Fitz Johnt s nyolc másik bárót. 1315-ben a skót Edward Bruce megtámadta a szigetet, ahol sok kelta úr támogatását megszerezve hadat üzent az angoloknak. Bár a faugharti csatában elbukott, a háború eredménye, elsősorban Dublin környékén hatalmas pusztítás volt. Ebben a kaotikus állapotban jó néhány ír úr visszaszerezte azt a földterületet, melyet a hódítás előtt a családja birtokolt, s ezt meg is tudták tartani a harcok befejezte után is.
A „fekete halál” 1348-ban érkezett meg a szigetre. Mivel a legtöbb angol és normann lakos falvakban és városokban élt, így a pestis őket sokkal nagyobb arányban tizedelte, mint az őshonos íreket, akik mezőgazdasági területeken létrehozott településeken éltek. Ezt követően ismét a kelta nyelv és kultúra vált meghatározóvá a szigeten. A betegség végigvonulását követően csak a Pale (Palánk), azaz a sziget központi része, Dublin és környéke maradt angol irányítás alatt, angol többségi lakossággal. Máshol a betelepült angol arisztokrácia lassan elíresedett, ők lettek az úgynevezett Old English, akik közösséget vállaltak az írekkel, Írországot saját hazájuknak tartották, és a reformáció után is katolikusok maradtak.

## Reformáció

### A kezdetek
1536-ban VIII. Henrik szakít a pápával, és megalapítja az anglikán egyházat. Míg az angolok, walesiek, és később a skótok is, átvették a protestáns vallást, addig az írek megmaradtak katolikusnak. Ez a tény meghatározó volt az ír történelem további alakulásában.

### Írország meghódítása és az angol betelepítések

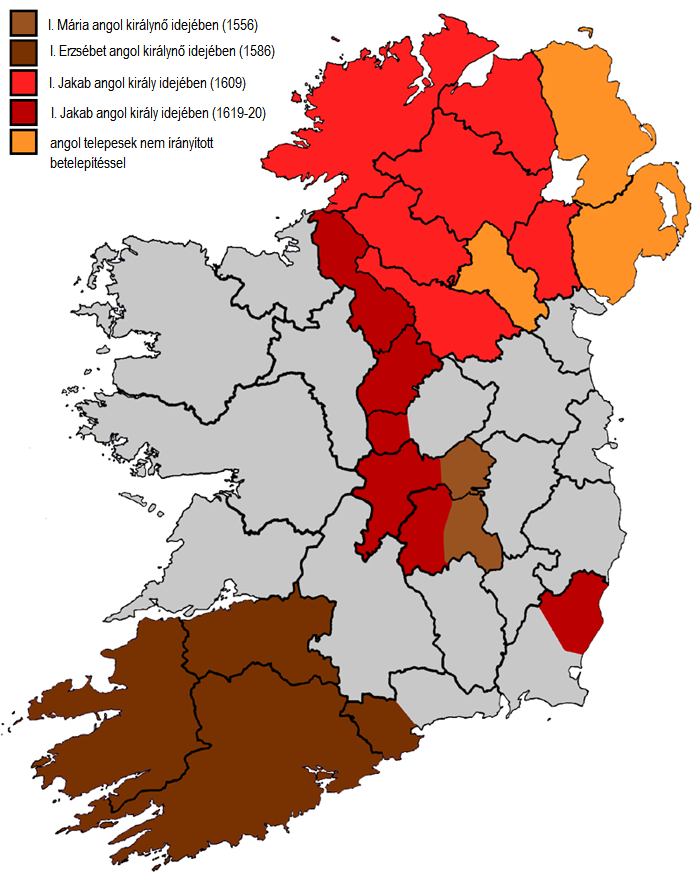
Az Ír-sziget gyarmatosítása 1556-tól 1620-ig. (A térkép egyszerűsített változat. A gyarmatosítások nem teljesen terjedtek ki a beszínezett területre)

1541-ben az ír parlament elfogadta, 1542-ben pedig törvénybe iktatta a királyi címről szóló törvényt (Crown of Ireland Act, 1542). VIII. Henrik így elődeivel ellentétben nem Írország lordja, hanem annak királya lett. Az ország meghódítását tehát gyakorlatilag innen számíthatjuk.
VIII. Henrik, a pápával való szembenállása miatt a reformáció jegyében 1534-ben megalapította a Church of Englandet, az anglikán egyházat, amelyben saját magát az angliai egyház egyetlen és legfőbb fejévé nyilvánította. A király megkezdte az egyházi javak és az ellene lázadók földjeinek elkobzását. Sir Anthony Saint Leger békéltető politikát kezdeményezett és megpróbálta a lordokat meggyőzni a áttérés szükségességéről. Ennek ellenére gyakran az áttért személyeket vallási konzervativizmussal vádolták, földjeiket pedig elkobozták. Így a Tudor-ház írországi hódításai által kiváltott ellenségeskedés okai közé egy újabb, vallási ok is bekerült, mivel szinte az összes ír származású alattvaló katolikus vallású maradt.
VI. Eduárd angol király (1547–53) uralkodása alatt sem sikerült a protestantizmust elterjeszteni, azt csak az angol hivatalnokok támogatták. I. Mária angol királynő (1553–58) visszaállította a katolicizmust, cserébe a pápa elismerte a királyságot Írországban. Pozíciójának erősítése érdekében Mária hozzájárult az Írországba való angol betelepítésekhez. Ezt a gyakorlatot utódai is követték. Ezekben leginkább Leix, Offaly és az ország közepén található lordságok voltak érintettek. Mária uralkodása után Anglia visszatért a protestáns hitre. I. Erzsébet angol királynő (1558–1603) törvényekkel kívánta erősíteni az Anglikán Egyház pozícióját, de ezek betartását illetően a kormányzat meglehetősen engedékeny maradt, mivel az írek csak felszínesen fogadták el az angol uralmat. A probléma komolyságát jelzik a Shane O'Neill (1559), a Desmond (1568–83), valamint az O'Neill (Tyrone) és O'Donnell (1594–1603) (melyet kilencéves háborúnak is neveznek) lázadások. Írország benépesítése mintául szolgált a korai amerikai gyarmatok kialakításakor.
Az ország továbbra is megőrizte parlamentjét és külön közigazgatása valamint bíróságai voltak, mégsem maradt szuverén állam. Csupán törvénykezdeményezési joggal rendelkezett, törvényei csak akkor léptek hatályba, ha azokat az angol és az ír titkos tanács elfogadta, nem módosíthatta vagy utasíthatta el az angol Privy Council által alkotott, az ír ügyekre vonatkozó törvényeket. Az angol parlament is alkotott olyan törvényeket, amelyek Írország gazdaságára hátrányosak voltak. A helyi végrehajtó hatalom szervezetében a tisztségek nagy részét angolok töltötték be (főleg a hasznot hajtó, pénzért megvehető ún. szinekatúrahivatalokat). A katolikus többségű Írországban mindez igen erős ellenállásba ütközött.

### Cromwell
A 17. század elején skót és angol (protestáns) telepesek érkeztek Írország északi területeire. Bevezettek egy sor diszkriminatív törvényt, mely elsősorban az ír katolikusokat sújtotta.
1641-ben, az angol polgárháború kitörésével párhuzamosan az ulsteri katolikusok fellázadtak, és megtámadták a protestáns ír telepeseket, amit rövid életű katolikus konföderáció követett Kilkennyben. A polgárháborúban több mint tízezer protestáns vesztette életét.
1649 és 1658 között Angliát a polgárháborúban győztes Oliver Cromwell irányította, aki nemcsak megrögzött protestáns, de igen keménykezű kormányzó volt. 1649-ben seregével Írországba ment, hogy megtorolja azt, hogy az írek a polgárháborúban a király oldalára álltak. Cromwell a droghedai mészárlás nyitánya után körben meghódoltatta és feldúlta az országot. A közvetlen háborús emberveszteséget bubópestis és éhínség is súlyosbította, így a lakosság emberveszteségét a háború előtti lakosság 20-40%-ára, sokszázezer emberre teszik.

### II. Jakab
Cromwellt az angol monarchia helyreállítása után II. Károly, majd őt II. Jakab követte. Jakab bevezetett egy sor olyan rendelkezdést, mely visszaállította jogaikba a katolikusokat. Amikor a katolikusok magasabb funkciókat is elkezdtek betölteni, mint az addig szokásos volt, az angol parlament gyanakodni kezdett, hogy a király vissza akarja hozni a katolicizmust. Jakab lánya, Mária, feleségül ment a protestáns Orániai Vilmoshoz, aki ezáltal Jakab jogos utódjává vált. Ezalatt megerősítették az ír hadsereget, arra az esetre, ha Jakabnak szüksége lenne rá.
1688-ban Jakabnak fia született, akit katolikusnak keresztelt, és azt akarta, hogy ő kövesse majd a trónon. A parlament ezzel nem értett egyet, és üzenetet küldtek Orániai Vilmosnak, hogy jöjjön, és foglalja el a trónt. 1689-ben el is foglalta, és az ulsteri protestánsok is biztosították őt támogatásukról. Jakab Franciaországba menekült.
1690-ben Jakab Írországba ment, hogy sereget gyűjtsön. Elkezdődött a harc az ír protestánsokkal. Végül a boyne-i csatában Orániai Vilmos és a protestánsok győzelmet arattak a katolikusok fölött. A csata emlékére minden évben felvonulnak a protestánsok a harc színhelyén (az Orániai Rend híres belfasti felvonulása).

### Wolfe Tone és az egyesülés
1791-ben Belfastban Theobald Wolfe Tone megalapította az Egyesült Írek Szövetségét (United Irishmen) haladó szellemű protestáns és katolikus írekből. A szervezet a két vallás békés együttélését célozta meg. A britek veszélyt láttak a szövetségben, és 1798-ban elítélték, majd kivégezték néhány tagját. Wolfe Tone erre felkelést robbantott ki, amelyet a Vinegar-dombi mészárlással az angolok kegyetlenül levertek. Ekkor Franciaországból erősítés érkezett, de az angolok ezt is legyőzték, a franciákat támogató íreket pedig hazaárulás vádjával kivégezték vagy tömlöcbe vetették. Wolfe Tone a börtönben öngyilkos lett.
Ír menekültek a napóleoni háborúk alatt létrehozták az Ír Légiót, amely végig Napóleon mellett harcolt. Terveztek egy írországi hadjáratot is olyan célból, hogy szabadságharcot robbantanának ki a szigeten, ha a franciák megkezdenék Anglia invázióját. A trafalgari vereség miatt azonban ebből nem lett semmi.
A felkelésre válaszul a protestáns arisztokrácia nyomására 1800-ban az Act of Unionnal (Egyesülési törvény) egyesítették az ír és a már egyesült angol–skót királyságot. Ezzel létrejött Nagy-Britannia és Írország Egyesült Királysága (United Kingdom of Great Britain and Ireland).

## Unió Nagy-Britanniával (1801–1912)

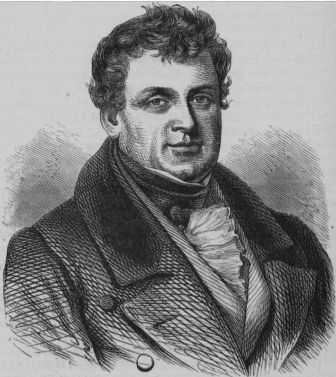
Daniel O'Connell

1800-ban, az 1798-as ír lázadás után, az ír és a brit parlamentek elfogadták az 1800-as egyesülési törvényeket. 1801. január 1.-én az egyesülés új politikai egységet hozott létre Nagy-Britannia és Írország Egyesült Királysága néven. Az unió alapján a megállapodás része volt a Test Act hatályon kívül helyezése, mely kizárta a nem anglikán vallásúakat az állami hivatalokból. Ezt követte az első 1832-es ír reformtörvény, amely lehetővé tette a katolikus parlament tagjai számára, hogy felemeljék az ingatlan minősítést 10 fontra, ami távol tartotta a szegényebb ír földbirtokosokat a szavazástól.
Daniel O’Connell, katolikus ügyvéd, 1823-ban kampányt indított az ír katolikusok egyenjogúsága érdekében. A valódi célja az unió felbontása volt. Nagygyűléseket szervezett Írország történelmi színhelyein, amelyeket a résztvevők túl magas száma miatt (olykor félmillióan is összegyűltek) az angolok betiltottak. Ám O’Connellnek mégis sikerül eredményeket elérnie a katolikus emancipáció érdekében, és ennek fontosságát mi sem mutatja jobban, mint az, hogy később róla nevezték el Dublin fő utcáját.
Az 1829-es katolikusok egyenjogúságát biztosító törvényt végül az Egyesült Királyság parlamentje jóváhagyta a dublini születésű miniszterelnök, Arthur Wellesley vezetése alatt. Ez a fáradhatatlan angol-ír államférfi, a napóleoni háborúk hőse, sikeresen vitte keresztül a törvényt a parlament mindkét házán. 1829-ben meggyőzte IV. György brit királyt, hogy írja alá a törvényjavaslatot, különben lemond a miniszterelnökségről.  Írországi egyház finanszírozására a római katolikusokra folyamatos fizetési kötelezettséget vezettek be, ami a Tized háború szórványos harcaihoz vezetett 1831-38 között. 1839-ben Gladstone kormánya felfüggesztette az egyház tizedét. A parlamenti reformok folytatása során az ezt követő kormányok tovább bővítették az eredetileg korlátozott választójogot. Daniel O’Connell a később általa vezetett visszavonási egyesület egy sikertelen kampányt indított az 1800-as egyesülési törvények visszavonására.
A nagy ír éhínség 1845-49 között sújtotta az országot, a burgonyavész tömeges éhezést és kivándorlást eredményezett. 1845-ben észlelték először azt a burgonyavészt (Phytophthora infestans), amely attól kezdve minden évben elpusztította az ország burgonyatermését. Mivel a burgonya volt az ír parasztság fő tápláléka és takarmányként is használták, élelem nélkül maradtak. Az angol és a protestáns ír földesurak (katolikusok csak 5%-át birtokolták a földnek Írországban addigra már), kihasználva a szegénységet, elűzték a fizetni képtelen családokat földjeikről, házaikat leromboltatták, hogy nagyobb legelőkhöz jussanak. A tömeges kivándorlás súlyos  hatással volt Írországra, a népesség 8,1 millióról 4,4 millióra esett vissza 1911-re. 1846-tól kezdődően több mint egymillió ember éhen halt, további félmillió pedig – legyengült szervezete miatt – valamilyen betegség áldozata lett. Több millióan Amerikába, Angliába, Ausztráliába vagy a világ más tájaira emigráltak az éhínség elől, és ott kolóniákat létesítettek. Az emigrációs hullám nagyjából 1900-ban zárult le. Az ír nyelvet beszélők aránya erőteljesen lecsökkent az éhínség és kivándorlás következtében, az országos oktatási rendszer megteremtése, valamint az akkori vezető ír politikusok ellenségesen álltak a nyelvhez, és angolra cserélték.
Több nacionalista lázadás is történt a 19. században, 1803-ban Robert Emmet vezetésével sor került az ír köztársaságiak erőszakos lázadására, majd 1848-ban a fiatal írek lázadása, és 1867-ben, amit az ír köztársasági testvériség indított el. Mindegyik lázadás sikertelen volt.

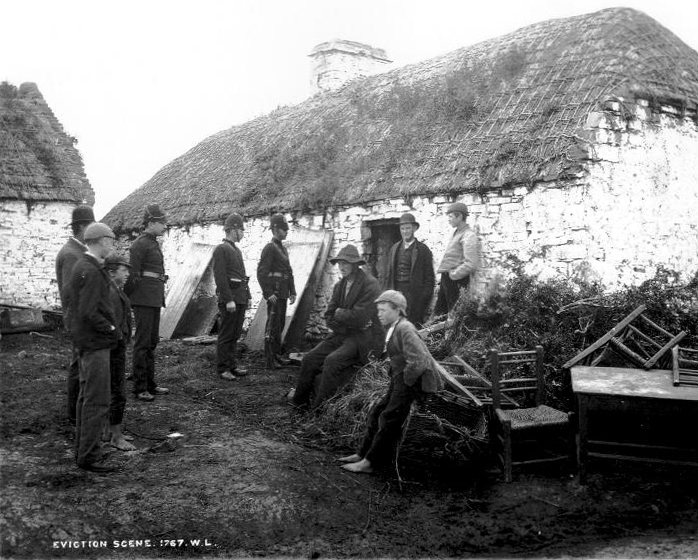
Kilakoltatnak egy ír családot Moyastaban a földháború alatt 1879-ben.

A 19. és a 20. század elején központi kérdés volt a földtulajdon. Körülbelül tízezer angol család tulajdonában volt gyakorlatilag az összes mezőgazdasági terület, a legtöbben Angliában éltek és ritkán látogattak el a saját földjeikre. A földeket tőlük bérelték az ír gazdák. A bérleti díjak elmaradása kilakoltatást jelentett az ír gazdák számára – gyakran erőszakba torkollott. A 19. század végén jelentős földreform ment végbe, Michael Davitt vezette Land League igazságos bérleti díjakat, szabad értékesítést és állandó jellegű birtoklást követeltek. A brit parlament 1870-ben, 1881-ben, 1903-ban és 1909-ben elfogadta a törvényeket, amelyek lehetővé tették a legtöbb bérlő számára, hogy megvásárolják a bérelt földjeiket, illetve csökkentették a bérleti díjakat. 1870-től kezdődő földháború és az 1880-as évek Plan of Campaign eredményeként a különböző brit kormányok számos írországi földtörvényeket fogadtak el. William O'Brien vezető szerepet töltött be az 1902-es föld konferencián, hogy megnyissa az utat, az akkori Írország legfejlettebb szociális jogszabályának az 1903-ban elfogadott Wyndham Land Purchase törvényéhez. Ez a törvény meghatározta a nagybirtokok szétosztásának feltételeit, és fokozatosan átruházták a földeket a bérlőkre. A törvény megszüntette a távol maradó földesurak korát, és végül megoldotta az ír földkérdést.
Az 1870-es években az ír önkormányzatiság kérdése ismét a vita középpontjában került, Charles Stewart Parnell jóvoltából, aki megalapította az Ír Parlamenti Pártot. A brit miniszterelnök William Gladstone két sikertelen kísérletet tett a Home Rule elfogadására 1886 és 1893-ban, ami lehetőséget adott volna az önálló ír parlament létrehozására, de mindkét esetben a brit parlament leszavazta. Parnell pártvezetése 1890-ben ért véget, amiért érintett volt egy botrányos válásban, ami nyilvánosságot kapott. Éveken át titkos kapcsolata volt egy ír képviselő William O'Shea feleségével, Katharine O'Sheaval. Gladstone és a Liberális Párt nem volt hajlandó tovább együttműködni vele, ezután pártja kettészakadt, az ír katolikus püspökök sikeres erőfeszítéseket tettek, hogy a kisebbségi frakcióját a választásokon szétzúzzák. Parnell végig küzdött az irányításért, de teste összeomlott, és 1891-ben, 45 éves korában meghalt.
Az 1898-as önkormányzati törvény bevezetése után, amely tovább törte a földesurak erejét, a helyi ügyek demokratikus ellenőrzése az emberek által választott helyi önkormányzati tanácsok útján, a Home Rule-ról szóló vita a az ír nacionalisták és az ír unionisták közötti feszültséghez vezetett. A sziget legnagyobb részén, nacionalisták, katolikusok és mezőgazdászok éltek. A sziget északkeleti részén, azonban túlnyomórészt unionisták, protestánsok és iparos emberek voltak. Az unionista polgárok féltek a politikai hatalom és a gazdasági jólét elvesztésétől a túlnyomórészt vidéki, nacionalista, katolikus Home Rule helyzetben. A nacionalisták úgy vélték, hogy gazdaságilag és politikailag is másodosztályú polgárok maradnak önkormányzat nélkül. Ebben a helyzetben két ellentétes szektarianista mozgalom alakult ki, a Narancs Rend és a Hiberniánsok Ősi Rendje.

## Nemzeti mozgalmak, függetlenségi harcok

### IRB
1858-ban alakult meg az Ír Köztársasági Testvériség (Irish Republican Brotherhood, más néven Fenians, azaz feniánusok), azzal a céllal, hogy ha kell, erőszakkal is kivívja az ír függetlenséget. Az Amerikába emigrált írek támogatták őket, így volt is némi esélyük elérni céljukat. 1867-ben kirobbantottak egy felkelést, amit az angolok levertek. Az IRB ezzel nem szűnt meg, csak föld alá kényszerült egy időre.
Időközben a protestáns ír középosztály is megrendült látván Anglia tétlenségét az éhínség alatt, Isaac Butt megalapította az Ír Önrendelkezési Pártot (Home Rule Party), amely nem akart teljes függetlenséget Angliától, csak saját parlamentet és saját igazságszolgáltatást.

### C. S. Parnell
1879-ben Charles Stewart Parnell lett a párt vezetője, aki megalapította a Földligát is (Land League). Gyűléseket, tüntetéseket szervezett az ír parasztok érdekében. A Földligához kapcsolódott a bojkott kifejezés is: egy Boycott nevű földesúr ellen alkalmazták először az ír parasztok, aki végül is katonai segítséget kellett, hogy hívjon a betakarításhoz, majd megszégyenülten elhagyta az országot.
Ebben az időben több szervezet is alakult. Az Ír Önrendelkezési Párt nem akart teljes függetlenséget, csak független parlamentet, a módos protestánsokból álló Ír Unionisták (Irish Unionists) viszont helyeselték az Egyesülési törvényt, és azt akarták, hogy minden maradjon változatlanul. Az ő ellentétpárjuk volt az Ír Nacionalisták (Irish Nationalists), akik teljesen független nemzetet akartak. Az Ír Republikánusok (Irish Republicans) abban különböztek az előbbiektől, hogy a független ír köztársaság létrehozását mindenek fölé helyezték, és az Ír Nacionalistákkal ellentétben nem fektettek hangsúlyt a független nemzet eszményére.
Parnell pártja nem várt sikereket ért el a választásokon, ám 1890-ben a katolikus egyház megbuktatta, mert kiderült, hogy évek óta viszonyt folytat párttársa feleségével, Katherine O'Shea-vel, ráadásul nem volt hajlandó lemondani a párt vezetéséről, így az kettészakadt. Parnellt végül lemondatták, egészsége gyorsan megromlott, s egy éven belül meghalt.

### A kelta reneszánsz
Az Ír Nacionalisták nemzeti újjászületési mozgalmat indítottak: 1884-ben megalakult a Gael Atlétikai Szövetség, a GAA (Gaelic Athletic Association), melynek célja a hagyományos, „történelmi” ír sportok népszerűsítése volt. 1893-ban, protestáns kezdeményezésre, megalakult a Gael Liga (Gaelic League), melynek fő céljai az ír nyelv megmentése és újbóli elterjesztése, valamint a hagyományos ír irodalom és kultúra népszerűsítése voltak. A GAA és a Gael Liga tevékenységét nevezik Kelta (Gael) reneszánsznak (Gael Revival).

### Sinn Féin
1900-ban az IRB elkezdett újjászerveződni, majd 1905-ben megalakult a leghatározottabban angolellenes párt, a Sinn Féin (Mi Magunk), melynek vezetője a dublini Arthur Griffith volt.
Griffith a Magyarország feltámadása (The Resurrection of Hungary) című könyvében fejtette ki elveit az ország függetlenségét illetően, példaértékűnek tartván az 1867-es osztrák-magyar kiegyezést.
Eközben a parlamentben éles és végeláthatatlan viták folytak Írország függetlenségéről – mivel a protestánsok ki akartak maradni minden, az íreket érintő rendeletből, továbbra is angol kormányt akartak. 1913-ban létrejött az Ulsteri Önkéntes Erők (Ulster Volunteer Force), egy rendkívül agresszív katolikusellenes félkatonai szervezet, amely ellen a rendőrség nem tette meg a megfelelő lépéseket, így a katolikusok is megalakították a maguk félkatonai szervezetét, az Ír Önkéntes Erőket (Irish Volunteer Force).

### A húsvéti felkelés
1916-ban, amikor felismerték, hogy az első világháború még évekig eltarthat, és Angliának nincs ideje rájuk figyelni, az IRB és az IVF felkelést szerveztek. Vezetőjük Patrick Pearse lett, a dublini erők vezetőjének pedig James Conollyt nevezték ki. Április 24-én megszállták Dublin néhány stratégiai pontját, majd a Főposta előtt felolvasták az Írországot független köztársasággá nyilvánító kiáltványt, és felhúzták az ír zászlót.
Az angolok leverték a felkelést, és 15 vezetőjét kivégezték. A Sinn Féint hibáztatják a felkelésért, holott az IRB állt az egésznek a hátterében. Ám éppen ennek a hamis vádnak köszönhetően a Sinn Féin Írország legnépszerűbb pártja lett. 1917-ben Éamon de Valerát bízták meg a párt vezetésével. A félig ír, félig amerikai de Valera a húsvéti felkelés egyik vezetője volt, ám nem végezhették ki, mivel amerikai állampolgársággal rendelkezett. Elhatározta, hogy saját kormányt alakítanak, visszautasította a választások útján nyert westminsteri helyeket, és elkezdte a húsvéti felkeléskor függetlennek nyilvánított Írország kormányzását. Az illegális parlament neve Dáil Éireann (a mai, hivatalos parlamentet is így hívják) lett, és 1919. január 21-én tartotta első ülését.

### Az ír függetlenségi háború és az IRA megalapítása
Miután az angol kormány letartóztatta az illegális ír kormány tagjait, megalakult az Ír Köztársasági Hadsereg (Irish Republican Army), akik különböző gerillaakciókkal próbálták lehetetlenné tenni az angol kormány munkáját. 1920-ban, Michael Collins vezetésével, a gerillaháború egyre nagyobb méreteket öltött. November 21-én az IRA tagjai lelőttek tizenegy brit katonát. Válaszul az angol katonák benyomultak egy dublini "gaelic football" ír futball mérkőzésre, és tüzet nyitottak az ártatlan szurkolókra. Ez az esemény az első véres vasárnap (Bloody Sunday) néven elhíresült tragédiák közül. Az IRA válasza nem késett sokat, tíz nappal később megöltek tizenhét brit katonát.
1921-ben az angol kormány tűzszünetet kért, és tárgyalni hívta a Sinn Féint valamint az IRA-t. A küldöttséget Arthur Griffith és Michael Collins vezette. A tárgyalások eredményeképpen aláírtak egy egyezményt (angol részről David Lloyd George miniszterelnök és Winston Churchill gyarmatügyi miniszter), az ún. angol–ír egyezményt (Anglo-Irish Treaty).

## A mai Írország létrejötte

Az Ír-sziget felosztása

### Polgárháború
Az angol-ír egyezmény kimondta Írország két részre szakadását. A protestáns többség lakta hat ulsteri megye Észak-Írország néven angol fennhatóság alatt maradt, a sziget többi huszonhat megyéje pedig Ír Szabadállam (Irish Free State) néven függetlenséget nyert, ám a brit Nemzetközösség tagja maradt.
Az eredménnyel sokan elégedetlenek voltak, így például de Valera is, melynek következtében mind a Sinn Féin, mind az Ír Köztársasági Hadsereg (IRA) két pártra szakadt. Az egyezményt támogató IRA-sokból lett az Ír Szabadállam első önálló hadserege, a Sinn Féinben pedig Arthur Griffith leváltotta miniszterelnöki pozíciójából de Valerát.
Mindez testvérháborúhoz vezetett, elkezdődött az egy éven át tartó ír polgárháború, amelynek első ütközete volt a dublini csata. Michael Collins-szal saját módszerével végeztek egykori tanítványai, Arthur Griffith-t pedig beteg szíve vitte sírba a háború alatt.

## Az Ír Köztársaság
A polgárháború után Cosgrave miniszterelnökre hárult az ország újjáépítésének feladata. De Valera új pártot alapított Fianna Fáil néven, és elindult az 1927-es választásokon, ahol viszonylag jó eredményeket értek el. Az Ír Szabadállam – Kanadával és Dél-Afrikával együtt – ráveszi az angol kormányt, hogy elfogadtasson egy olyan törvényt, amely kimondja, hogy az államok eltörölhetnek bármely olyan törvényt, ami függetlenségük előtt lépett érvénybe. Ezzel a törvénnyel elméletileg az Angol-Ír Egyezményt is semmissé nyilváníthatnák, és ezáltal teljes függetlenséget nyerhetnének, ám Cosgrave nem teszi meg ezt a lépést.
Az IRA egyre erősebbé vált, és a kormánypárt (a mérsékelt Cumann na nGaedheal) megszorító intézkedései csak arra voltak jók, hogy saját népszerűségét rombolják. 1932-ben a Fianna Fáil nyerte meg a választásokat, és de Valera miniszterelnök lett. Ettől kezdve mindent megtett azért, hogy az angol befolyást a lehető legjobban minimalizálja, és hogy megszakítson minden angol kapcsolatot. Ez a gazdaság hanyatlásához vezetett, Írország ekkor még nem volt felkészülve a teljes elszakadásra és szabadságra.
1937-ben de Valera elfogadtatta a Köztársaság új alkotmányát, mely az Irish Free State helyett az Éire megnevezést használja Írországra, ugyanakkor kimondta, hogy az állam élén nem a király, hanem egy választott államelnök áll, a miniszterelnöki funkció helyét pedig a Taoiseach veszi át.
A második világháború Észak-Írországot is háborúba kényszerítette Anglia oldalán, Írország azonban semleges maradt. Az IRA azonban szövetkezett a németekkel, fegyverkereskedelmet bonyolít le velük. Anglia szőnyegbombázása alatt Észak-Írország nem készült fel a légelhárítással, remélve, hogy Németországot csak Anglia érdekli, velük nem törődik. Tévedtek: a németek lebombázták Belfastot és Derryt, sőt a semleges Írország néhány városát is.
Az 1948-as választásokat de Valera pártja elveszítette, helyét a John Costello vezette koalíció vette át. Costello ki akart lépni a Brit Nemzetközösségből, mert teljesen független államot akart. 1949 húsvétján el is érte célját. Írország kilépett a Brit Nemzetközösségből, és Ír Köztársaság néven elnyerte a teljes függetlenséget. Costello azt remélte, hogy ezzel az erőszaknak vége lesz Írországban, ám tévedett: az Ír Republikánusok az ideális köztársaságot az egész Ír-sziget egyesülésében és függetlenségében látták.

### Éhségsztrájkok
1959-ben de Valera lett Írország köztársasági elnöke, és 1973-ig ő is maradt az ország első számú politikai vezetője. Az ország gazdasága lassan fejlődni kezdett. (Írország 1961 júliusában jelentkezett az Európai Gazdasági Közösségbe (EGK), és végül 1973-ban csatlakozott.) Az IRA még egy évtizednyi gerillaakció után lemondott az agresszív stratégiáról, és békés módszerekhez próbált folyamodni. Ezzel azonban nem minden tagja értett egyet, így 1969-ben az IRA kettészakadt, baloldali orientációjú ún. „hivatalos” szárnyra (Official IRA, OIRA), mely gyakorlatilag beszüntette működését, és „ideiglenes” szárnyra (Provisional IRA, PIRA), amely folytatja a szervezet hagyományait, és észak-írországi valamint angliai bombamerénylet-hadjáratokba kezd.
Az angol kormány házkutatási-, kétségbeesett tüntetés-leverési- vagy megalapozatlan bebörtönzési akciói csak egyre erősítették az „ideiglenes” IRA népszerűségét. Újabb véres vasárnap (1972) és egy véres péntek következett, amikor a brit katonák ismét fegyvertelen embereket öltek meg.
Az IRA és a brit rendfenntartók közti hosszú harc eredményeként 1973 és 1980 között 1398 ember veszti életét bombamerénylet, taposóakna vagy golyó által.
Az IRA-s foglyok a Maze börtönben kerültek, ahol a „soronkívüli” kategóriába tartoztak. 1976-ban az angolok eltörlik ezt a kategóriát, az IRA-s foglyok többé nem számítanak politikai fogolynak, a gyilkosokéval megegyező elbánásban részesülnek. A hírre több IRA-s fogoly visszautasította a rabruha használatát, pokrócot borítottak magukra, nem tisztálkodtak, nem borotválkoztak, sőt cellájuk falára vizeltek. 1980-ban foglyok egy csoportja éhségsztrájkba kezdett, a soronkívüli jogok visszaszerzéséért. A sztrájk lezárult, amikor ígéretet kaptak követeléseik teljesítésére, ám 1981 márciusában Bobby Sands vezetésével újraindult, miután kiderült, hogy az ígéretet nem tartják meg. Az akkori brit miniszterelnök, Margaret Thatcher süket maradt a foglyok követeléseire, és Bobby Sands kilenc társával együtt éhenhalt.

### További merényletek
1984. október 12-én az IRA bombamerényletet hajtott végre a brightoni Grand Hotel ellen, mialatt Thatcher és pártja megbeszélést tart az épületben. Öt ember meghalt, sokan megsebesültek, a szálloda egy része ledőlt, Thatcher is csak óriási szerencsével maradt életben.
Ezt követően az angol kormány megpróbált megegyezésre jutni Észak-Írországgal, többek között beleszólást biztosít neki az északír politikába. Ezt sem Észak-Írországban sem Írországban nem nézték túl jó szemmel. A merényletek folytatódtak, megtorlás megtorlást követ, egészen a kilencvenes évek közepéig.

### Béketárgyalások
1993-ban az események minden résztvevője úgy gondolta, hogy ideje tárgyalóasztalhoz ülni. Az ún. Downing Street-i nyilatkozatban Anglia kijelentette, hogy nincs semmilyen „saját stratégiai vagy gazdasági” célja Észak-Írországgal, és kilátásba helyezte egy egyesült Írország létrehozását, amennyiben ez a döntés a többség döntését képviselné. Ez a kijelentés feldühítette az Ulsteri Unionistákat (UUP), akik azzal vádolták a brit kormányt, hogy eladja Észak-Írországot a Sinn Féinnek. A mérsékelt politikai pártok viszont örömmel fogadták a kormány kijelentését, mindkét oldalon.
Később a brit kormány pontosított, és fegyverletételhez kötötte a tárgyalások elkezdését. Bill Clinton amerikai elnök is bekapcsolódott a békekampányba, és megkérte az IRA-t, hogy hirdessen végleges tűzszünetet. 1994. augusztus 31-én az IRA ezt meg is tette, és bár nem mondta ki, hogy az végleges lenne, kihirdette a „katonai tevékenységek teljes leállítását”. Október 13-án az északír protestáns félkatonai ernyőszervezet, a CLMC (az UVF-et és az UDA-t képviselő Combined Loyalist Military Command) is hasonlóképpen tett.
A brit kormány tárgyalási időpontokat egyeztetett a Sinn Féinnel, melynek vezetőjét, Gerry Adamset a Fehér Házba is meghívták Szent Patrik-napra. A tárgyalások el is kezdődtek 1995-ben, ám sem a Sinn Féint, sem az északír lojalistákat nem engedték a tárgyalóasztalhoz. John Major brit miniszterelnök ezt azzal magyarázta, hogy a szervezeteknek be kell szolgáltatniuk fegyvereiket, ahhoz, hogy a brit kormány komolyan vegye a végleges tűzszünetet. Az IRA dühös válasza: a fegyverek beszolgáltatása nem kezdődhet meg addig, amíg a tárgyalások eredményei nem tisztázódnak, a tűzszünetnek vége! 60 másodperccel a bejelentés után bomba robban Londonban, több millió font kárt és két emberéletet követelve.
1997-ben az új brit miniszterelnök, Tony Blair bejelentette, hogy a tárgyalások elkezdődnek a Sinn Féinnel vagy nélküle. A Sinn Féin ekkorra már túlságosan össze volt fonódva a tűzszünetet felmondó IRA-val, így nem ülhetett a tárgyalóasztalhoz. Amikor az IRA látta, hogy Blair komolyan beszél, és a tárgyalások elkezdődnek a Sinn Féin nélkül is, tűzszünetet hirdetett, hogy mégis részt vehessen rajtuk.
A tárgyalások menete igen lassú volt, hol az északír, hol az ír felet kellett kitiltani néhány hétre a megállapodás megszegéséért. Végül többszöri nekifutásra, egy 24 órás tárgyalás után, 1998. április 10-én hajnali 5 órakor megállapodás született, amelyet a nagypénteki egyezmény (Good Friday Agreement) szentesített.
Ez azonban nem jelentette az erőszak végét: az egyezményt ellenző, magát Igazi IRA-nak nevező csoport (Real IRA) bombamerényletekbe kezd.

### Napjainkban
Az 1999 decemberében létrejött északír kormányban Sinn Féin-tagok is voltak. 2000-ben, majd 2001-ben újra, Anglia felfüggesztette az északír parlamentet, mivel az IRA nem hajlandó letenni a fegyvert. 2001 októberében az IRA elkezdte a fegyverek beszolgáltatását, 2002-ben viszont több incidens arra engedett következtetni, hogy az nem volt teljes, ezért újra felfüggesztették az északír kormányt, melynek státusza jelenleg is függőben van.
Írország gazdasági helyzete az 1980-as évektől rohamosan fejlődik. A munkanélküliség eltűnőben van, az életszínvonal egyre magasabb. A kelta gyökerekkel rendelkező ír kultúra népszerűsége, valamint az Egyesült Államokban élő nagyszámú ír kisebbség is hozzájárul az ország bevételének nagy részét kitevő idegenforgalomhoz. Ma Európa fejlett országai között is az egyik leggyorsabban fejlődő ország.